# Täältä pesee!
Täältä pesee! es el séptimo álbum de Martti Servo & Napander publicado en el año 2007.

## Lista de canciones[1]
- "Miks kaikki mättää?" (Pirhonen / Pirhonen) – 3.14
- "Boogiewoogiereggaepartyrock'nrollman" (Servo / Servo-Sucksdorff) – 3.24
- "Pinna kiristyy" (Servo / Servo-Sucksdorff) – 3.29
- "On kivaa olla tyttö" (Pirhonen / Pirhonen-Kowalski) – 2.19
- "Partneri ja kumppani" (Servo) – 3.37
- "Nyt santsataan!" (Servo / Servo-Sucksdorff) – 3.06
- "Vannon ja vakuutan" (Servo) – 3.15
- "Neiti Fortuna" (Kowalski / Pirhonen-Kowalski) – 3.01
- "Testovoimaa" (Pirhonen) – 3.07
- "Tein sen, mihin näillä lahjoilla pystyin" (Pirhonen / Pirhonen-Servo) – 3.57
- "Kun ote lipeää" (Servo / Servo-Sucksdorff) – 3.06
- "Pipopää" (Pirhonen / Pirhonen-M.Sammatti) – 0.39
- "Tataari (Instrumentaali)" (Tiira) – 2.04

## Créditos
- Martti Servo: Vocalista, saxo alto y flauta
- Juha Lötjönen: Batería
- Hannu Muukkula: Teclista
- Erkka Alonen: Bajista
- Mauno Tiira: Guitarrista, mandolina y voz (Canciones "Tein sen" y "mihin näillä lahjoilla pystyin")

## Músicos invitados
- Mr. Lordi: Vocalista y coros en Boogiewoogiereggaepartyrockn'rollman[4]
- Paula Vesala: Coros
- Antero Kyllästinen: Corista en Boogiewoogiereggaepartyrockn'rollman[4]
- Ninni Poijärvi: Violinista en Kivaa olla tyttö
- Teemu ja Veli-Matti Mattson: Instrumentos de viento metal en Miks kaikki mättää?, Vannon ja vakuutan y Nyt santsataan!
- Mikko Mäkinen: Saxofón barítono en Miks kaikki mättää? y Vannon ja vakuutan[4]
- Juho Viljanen: Trombón en Boogiewoogiereggaepartyrockn'rollman
- Olli Haavisto: Guitarra de cordaje metálico en Nyt santsataan!
- Wiipurilaisen Osakunnan Laulajat (WiOL) con Erkki Nurmi a la cabeza en la canción Partneri ja kumppani
- Jokke Pirhonen: Percusión

## Producción
- Grabación, mezcla y producción: Jussi Jaakonaho
- Grabación de Hip, Música menor y banda sonora en el Hawaji Studio, y Hitsville IV, estudios en Helsinki desde el otoño de 2006 hasta el invierno de 2007
- Mezcla: Finnvox y SonicPump
- Masterización: Pauli Saastamoinen, Finnvox G
- Imagen de la portada: Marja Helander
- Diseño de la portada: Janne Peltonen[6]